# Червен кокоши кърлеж
Dermanyssus gallinae известен още като Кокошинка е паякообразен ектопаразит при птиците, предимно домашни. Храни се с кръв от тях като ги напада в нощните часове докато птиците спят. След като се нахрани, акарът се прибира в цепнатини и пукнатини на дървени греди, в дупки между тухли и мазилката на помещението за отглеждане на птиците. Женските се чифтосват и снасят яйца. При благоприятни условия на живот цикълът яйце до имаго може да бъде завършен в рамките на седем дни. По този начин броят на паразитите прогресивно нараства. Инвазията върху птиците значително се увеличава и те бързо губят кръв. Това води до анемия и отслабване, намалява и спира яйцеснасянето и ако не бъдат предприети мерки в много случаи изхода за гостоприемника е фатален.
Акарите могат дълго време да преживеят без да се хранят. Поради тази причина те нападат новонастанени птици в помещение, в което дълго време не са отглеждани. Ограничаването и ликвидирането на акарите е трудно. От съществено значение при изграждане на помещения за птици е избягването на материали, в които те могат да се крият. Използват се инсектициди, с които се пръскат помещенията или птиците. Трябва да се има предвид обаче, че паразитът изгражда резистентност към препаратите и поради тази причина те често трябва да се подменят.